# Winter-Universiade 1970/Eisschnelllauf
Bei der Winter-Universiade 1970 wurden acht Wettbewerbe im Eisschnelllauf ausgetragen.

## Bilanz

### Medaillenspiegel
| Platz  | Land        | Gold | Silber | Bronze | Gesamt |
| ------ | ----------- | ---- | ------ | ------ | ------ |
| 1      | Sowjetunion | 7    | 7      | 6      | 20     |
| 2      | DDR         | 1    | –      | –      | 1      |
| 3      | Nordkorea   | –    | 1      | 1      | 2      |
| 4      | Japan       | –    | –      | 1      | 1      |
| Gesamt | Gesamt      | 8    | 8      | 8      | 24     |

### Medaillengewinner
Männer
| Disziplin | Gold                   | Silber                 | Bronze             |
| --------- | ---------------------- | ---------------------- | ------------------ |
| 500 m     | Erhard Keller          | Waleri Muratow         | Waleri Troinizki   |
| 1500 m    | Waleri Troinizki       | Alexander Tschekulajew | Waleri Lawruschkin |
| 5000 m    | Alexander Tschekulajew | Waleri Troinizki       | Waleri Lawruschkin |
| 10.000 m  | Alexander Tschekulajew | Waleri Lawruschkin     | Osamu Naito        |

Frauen
| Disziplin | Gold                 | Silber            | Bronze            |
| --------- | -------------------- | ----------------- | ----------------- |
| 500 m     | Nina Statkewitsch    | Ljudmila Titowa   | Ljudmila Mironowa |
| 1000 m    | Nina Statkewitsch    | Ljudmila Titowa   | Galina Nefedowa   |
| 1500 m    | Nina Statkewitsch    | Han Pil-hwa       | Ljudmila Titowa   |
| 3000 m    | Kapitolina Serjogina | Nina Statkewitsch | Han Pil-hwa       |